# Cruztón, Chamula
Cruztón är en ort i Mexiko.   Den ligger i kommunen Chamula och delstaten Chiapas, i den sydöstra delen av landet, 800 km öster om huvudstaden Mexico City. Cruztón ligger 2 459 meter över havet och antalet invånare är 1 756.
Terrängen runt Cruztón är kuperad. Runt Cruztón är det tätbefolkat, med 530 invånare per kvadratkilometer. Närmaste större samhälle är San Cristóbal de las Casas, 7,4 km sydväst om Cruztón. Omgivningarna runt Cruztón är en mosaik av jordbruksmark och naturlig växtlighet.